# 上田庄三郎
上田 庄三郎（うえだ しょうざぶろう、1894年（明治27年）11月10日 - 1958年（昭和33年）10月19日）は、日本の教員、教育評論家である。

## 経歴・人物
高知県幡多郡三崎町（現土佐清水市）出身。高知師範学校（現高知大学教育学部）卒業。
高知県下の小学校教師・校長を経て1925年に上京。生活綴方運動に参加、1929年雑誌『綴方生活』同人となり、1931年には雑誌『観念工場』を創刊・主宰した。大正自由教育運動を果敢に実践し、池袋児童の村小学校を手本として、神奈川県茅ケ崎の雲雀岡(ひばりがおか)児童の村小学校校長を務めた。戦後、「日本教育新聞」編集局長などを務めた。
戦前戦後の教育界に鋭い議論を展開し、特に教師論で多くの理解者・支持者を得た。『上田庄三郎著作集』全6巻（国土社）がある。
日本共産党副委員長・参議院議員・上田耕一郎、日本共産党名誉役員・元衆議院議員・不破哲三（上田建二郎）の父。

## 著書
- 『教育戦線　―教員組合の結成へ―』自由社、1930年6月。NDLJP:1442508。
- 『調べた綴方とその実践』厚生閣、1933年12月。NDLJP:1465245。
- 『激動期の教育構図』啓文社書店、1934年11月。NDLJP:1442516。
- 『綴方評論』中文書房、1935年10月。NDLJP:1438566。
- 『青年教師の書』自由社、1936年8月。NDLJP:1442508。
- 『青年教師啄木』啓文社、1936年。NDLJP:1255835。
- 『教育国防論』自由社、1938年2月。NDLJP:1442508。
- 『大地に立つ教育』啓文社、1938年10月。NDLJP:1441294。
- 『新しき教育への出発』啓文社、1938年11月。NDLJP:1072280。
- 『教育のための戦』啓文社、1938年11月。NDLJP:1440574。
- 『青年教師吉田松陰』啓文社、1938年。NDLJP:1239618。
- 『教育の新世紀』啓文社、1939年7月。NDLJP:1440573。
- 『松陰精神と教育の革新』啓文社、1939年12月。NDLJP:1071812。
- 『青年教師石川啄木』啓文社、1940年5月。NDLJP:1030570。
- 『国民学校教師論』啓文社、1941年1月。NDLJP:1139837。
- 『女教師論』啓文社、1941年4月。NDLJP:1140453。
- 『青年教師論』啓文社、1941年6月。NDLJP:1140701。
- 『頼山陽』啓文社、1941年9月。NDLJP:1058007。
- 『人間吉田松陰』啓文社、1942年2月。NDLJP:1058299。
- 『横井小楠』啓文社、1942年9月。NDLJP:1058274。
- 『教育界人物地図』明治図書出版、1951年。NDLJP:3043133。
- 『青年教師石川啄木』三一書房、1956年。NDLJP:1343768。
- 『抵抗する作文教育』新光閣書店、1957年。NDLJP:9543155。
- 『上田庄三郎著作集 第1巻 (大地に立つ教育)』国土社、1978年7月。ISBN 9784337705012。
- 『上田庄三郎著作集 第2巻 (教育のための戦い)』国土社、1977年2月。
- 『上田庄三郎著作集 第3巻 (青年教師の書)』国土社、1977年6月。ISBN 9784337705036。
- 『上田庄三郎著作集 第4巻 (民主教育の先駆者)』国土社、1977年10月。ISBN 9784337705043。
- 『上田庄三郎著作集 第5巻 (抵抗の教育)』国土社、1978年3月。ISBN 9784337705050。
- 『上田庄三郎著作集 第6巻 (調べた綴方とその実践)』国土社、1979年1月。ISBN 9784337705067。
- 『青年教師石川啄木』国土社、1992年11月。ISBN 4337659501。